# دوما ۹۰۵۹
سیارک ۹۰۵۹ (به انگلیسی: 9059 Dumas، نامگذاری:1992PJ) نه هزار و پنجاه و نهمین سیارک کشف شده‌است که در ۸ اوت ۱۹۹۲ کشف شد.